# Volo Lufthansa 005
Il volo Lufthansa 005 era un volo di linea che è stato protagonista di un incidente aereo avvenuto il 28 gennaio 1966 all'aeroporto di Brema, nel quale persero la vita tutti i 46 passeggeri. A bordo dell'aereo, partito da Francoforte, vi era una selezione della nazionale italiana di nuoto, accompagnata dallo staff tecnico e dal giornalista RAI Nico Sapio, diretta al Meeting di Brema, uno dei più prestigiosi eventi della stagione.

## L'incidente
Il volo partì dall'aeroporto di Francoforte sulla pista 25R alle 17:41 dopo un leggero ritardo di 8 minuti. Il peso dell'aereo al decollo era di 22.148 chilogrammi (24,414 tonnellate corte), solo leggermente inferiore al peso massimo di 22.544 chilogrammi (24,851 tonnellate corte). Il Convair CV-440 era stato rifornito con 3.200 litri (850 galloni) di carburante, sufficienti per un volo di 5 ore e 13 minuti. Questa riserva extra era necessaria perché l'equipaggio aveva scelto l'aeroporto di Stoccarda come destinazione alternativa a causa delle avverse condizioni meteorologiche.
Verso le 18:40, dopo circa 30 minuti di navigazione al livello di volo 140 (14.000 piedi o 4.300 m), il volo iniziò il suo avvicinamento da est alla pista 27 dell'aeroporto di Brema. La temperatura era di 4 gradi Celsius e il soffitto di nuvole era inferiore a 100 m (300 piedi). La visibilità era di soli circa 700 m (2.300 piedi) a causa delle forti piogge. La velocità del vento era di 9 nodi da 140 gradi. Il vento in coda risultante che interessava l'aereo era misurato con una portata di 6 nodi. Le condizioni meteorologiche minime all'aeroporto di Brema per quel tipo di CV-440 consentivano un vento in coda non superiore a 5 nodi.
Il capitano Heinz Saalfeld iniziò la discesa finale, ma cominciò ad effettuare una riattaccata ad un'altezza approssimativa di 10 m (30 piedi) dal suolo. Pochi istanti dopo, alle 18:51, l'aereo da 21,5 tonnellate virò a sinistra e si schiantò contro un campo 400 metri (1.300 piedi) oltre la fine della pista. Il carburante rimanente (circa 2.500 litri o 660 galloni americani) prese fuoco, provocando un incendio al suolo spento dai vigili del fuoco dell'aeroporto solo dopo 40 minuti.
All'epoca, l'incidente fu la quarta perdita totale di un aereo della Lufthansa dalla rifondazione della compagnia nel 1954: dopo lo schianto di un Lockheed Super Constellation l'11 gennaio 1959 durante l'avvicinamento all'Aeroporto di Rio de Janeiro-Galeão-Antônio Carlos Jobim, la compagnia aerea aveva perso anche due Boeing 720-030B durante i voli di addestramento sulla Germania Ovest nel 1961 e nel 1964.

## Cause
Dopo l'incidente è stata costituita una commissione investigativa. La commissione pubblicò il suo rapporto finale circa un anno dopo, concludendo che l'incidente era stato causato da una catena di errori tecnici e umani.
Secondo il rapporto, uno strumento nella cabina di pilotaggio mostrò dei dati errati, facendo deviare l'aereo dal corridoio di discesa prescritto specificato dal sistema di atterraggio strumentale, volando al di sopra del suo normale percorso di planata. Quando l'aereo si liberò dalla copertura di nubi e passò dal volo controllato dallo strumento al controllo visivo, il capitano presumibilmente stimò l'altitudine in modo errato a causa dell'oscurità e della scarsa visibilità, facendo sì che l'aereo proseguisse troppo in là, rendendo l'avvicinamento finale tardivo. Il comandante decise di abortire perché la poca pista rimasta non sarebbe stata sufficiente a consentire la frenata dell'aereo. A questo punto, manovrò il Convair in un assetto di volo estremo, portandolo in stallo e facendogli raschiare il suolo con l'ala sinistra. L'aereo bruciò completamente tranne la sezione di coda e l'ala destra. Quando arrivarono i soccorritori poterono solo smuovere i rottami.
Secondo un articolo della rivista tedesca Der Spiegel, l'aereo era notevolmente ghiacciato e la visibilità del pilota era quasi impossibile. Secondo il verbale dell'incidente non si poteva escludere che durante la fase critica dell'atterraggio il pilota soffrisse di un disturbo cardiovascolare che gli impedì di controllare ulteriormente l'aereo. Non poteva monitorare il proseguimento del volo a causa delle prestazioni di stallo piuttosto scarse del tipo di aeromobile, delle straordinarie difficoltà nel controllare lo stallo durante le condizioni di volo strumentale e dell'altezza insufficiente disponibile per la transizione dallo stallo ad un assetto normale dopo l'aereo. Il copilota non riuscì a livellare l'aereo a causa della quota troppo bassa. Il rapporto terminava con la frase: "All'incidente potrebbero aver contribuito anche altre cause".
Non è stato possibile un esame patologico dei resti del pilota. Un esame del corpo del copilota, tuttavia, rivelò un tasso alcolemico nel sangue di 0,24 per mille.

## L'aereo
Il Convair Metropolitan 440, costruito nel 1958, fu operato dal 18 luglio 1958 dalla Deutsche Flugdienst Company (ribattezzata Condor Flugdienst il 1º novembre 1961) e registrato come D-ADAD. Il 7 novembre 1961 Lufthansa lo rilevò ridesignandolo D-ACAT. Al momento dell'incidente l'aereo aveva accumulato 13.872 ore di volo. Non era dotato di un registratore dei dati di volo, all'epoca non ancora obbligatorio sugli aerei di linea pesanti.

## Vittime dell'incidente
Tra le vittime vi furono i componenti della squadra italiana di nuoto:
Nuotatori
- Bruno Bianchi
- Dino Rora
- Sergio De Gregorio
- Amedeo Chimisso
- Luciana Massenzi
- Carmen Longo
- Daniela Samuele

Allenatori
- Paolo Costoli

Telecronista
- Nico Sapio

Tra le vittime vi fu anche l'attrice Ada Tschechowa, figlia di Ol'ga Čechova e madre di Vera Tschechowa.

## Onorificenze postume

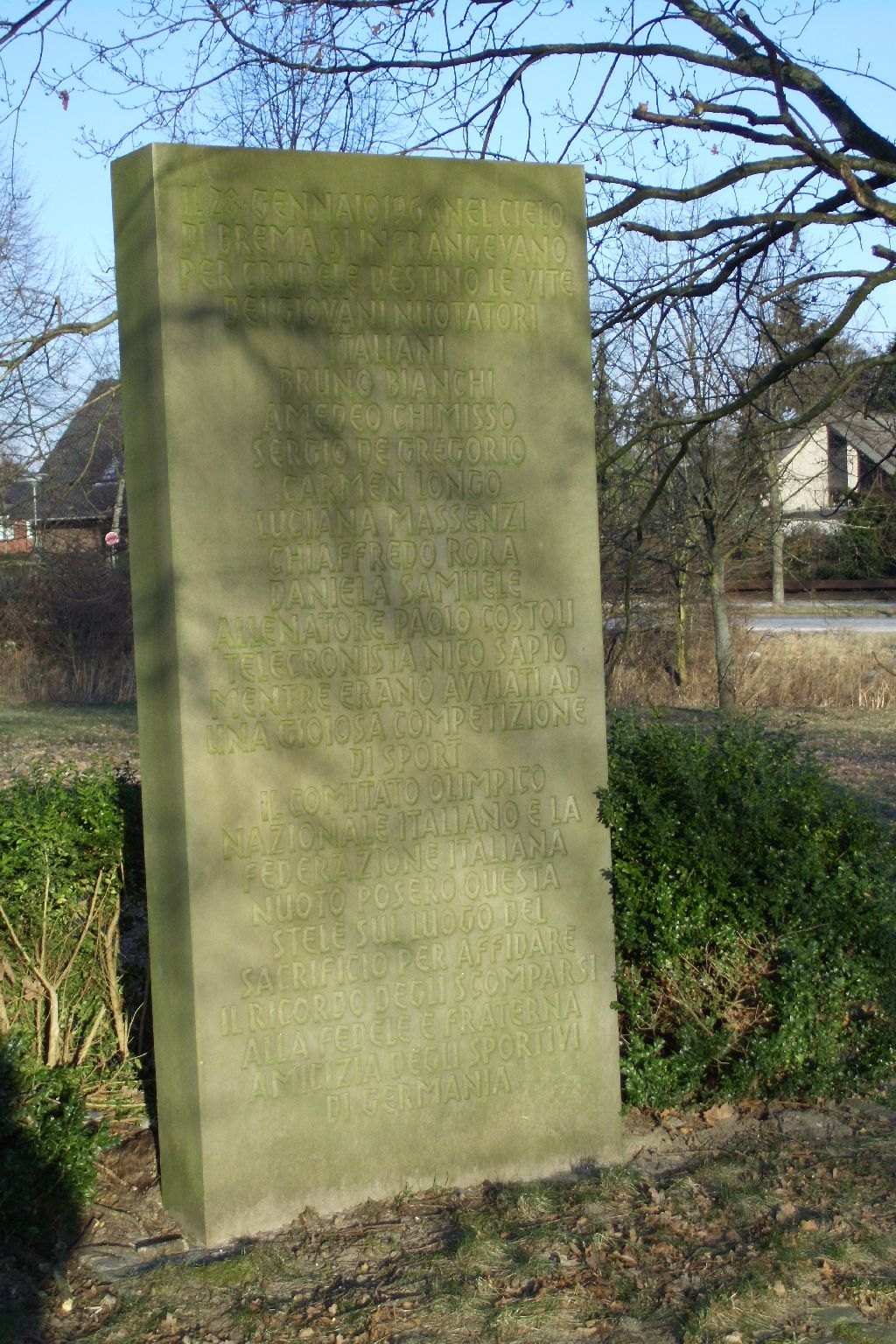
Lapide commemorativa

Una lapide di cristallo in memoria della nazionale azzurra e del cronista Nico Sapio, posta nei pressi del Foro Italico, a Roma, è stata inaugurata durante il Torneo Sette Colli nel giugno 1966. Mandata in frantumi da alcuni vandali, venne sostituita da una stele, inaugurata in diretta televisiva il 28 luglio 2009.
A Como, a cento metri di altezza sopra il livello del lago, in onore della squadra azzurra di nuoto è stato eretto un tempio sacrario degli sport acquatici e nautici.
A Napoli, il campo sportivo del quartiere di Barra, sito in Via delle Repubbliche Marinare, è intitolato ai Caduti di Brema.
A Trieste una piscina è stata intitolata a Bruno Bianchi. A causa delle critiche dovute allo stato di degrado e di malagestione, l'edificio è stato demolito e ricostruito.
Alla memoria del nuotatore Dino Rora è intitolata la piscina della Sisport FIAT, a Torino, e la squadra di pallanuoto che ne usufruisce è la Libertas Dino Rora. A Venezia c'è la piscina Amedeo Chimisso ed un memorial che porta il nome del nuotatore che si svolge annualmente. A Bologna e a Sesto San Giovanni (MI) una piscina è stata intitolata alla memoria di Carmen Longo, e così è per la piscina Daniela Samuele a Milano e la Piscina comunale Paolo Costoli a Firenze, la Piscina Nico Sapio a Multedo (Genova) e la piscina scolastica Daniela Samuele a Bolzano. A Roma c'è la piscina comunale Sergio De Gregorio, che dà il nome anche all'impianto coperto comunale di Sesto San Giovanni (MI). Porta il nome di Carmen Longo anche il campo sportivo comunale di Guagnano, in provincia di Lecce, luogo d'origine dei genitori dell'atleta.
Alla nuotatrice Daniela Samuele il cantautore Alberto Micci ha dedicato la canzone Cara Daniela, su testo di Fabrizio Gatti.
Il Trofeo Nico Sapio è stato istituito dall'U.I.S.P. di Genova nel 1974 in onore del cronista perito nell'incidente. A Guagnano in provincia di Lecce il campo sportivo comunale è intestato a Carmen Longo. Anche a Santa Cesarea Terme (Lecce) la piscina è intitolata a Carmen Longo.
Infine va ricordata la Coppa Caduti di Brema, competizione nazionale annuale, così chiamata in memoria della nazionale azzurra.